# نیتو دنکو
نیتو دنکو (انگلیسی: Nitto Denko) شرکت صنایع شیمیایی ژاپنی است، که در سال ۱۹۱۸ تأسیس شد.